# David în Islam
Dawud în arabă sau David în Vechiul Testament (circa 1043 î.Hr. - 937 î.Hr.?) este recunoscut de Islam ca fiind nabi (profet) și rasuul (mesager), legiuitor al lui Dumnezeu și un rege drept al Israelului, țară sfântă în Islam. În Islam, David este probabil cel mai faimos pentru faptul că l-a înfrânt pe gigantul Goliat al Filistenilor, pe când era soldat în armata regelui Saul. Figura lui David este extrem de importantă în Islam, deoarece el a fost unul dintre puținii profeți care au primit o carte a revelației. Se spune în Coran că Zabur, psalmii biblici, i-a fost dat lui David. Fiul lui David, Solomon (Sulaiman), a preluat sarcina profeției după moartea tatălui său, și a fost numit ulterior rege al Israelului. Însă punctele de vedere iudeo-creștine și islamice în ceea ce-l privește pe David sunt diferite în anumite aspecte. Musulmanii nu acceptă păcatul adulterului și al crimei, atribuite lui David în Biblia ebraică, după cum cred că profeții, care sunt aleși de Dumnezeu, nu ar comite asemenea păcate. De asemenea, povestea Bathshebei și a lui Uriah este absentă în narațiunea Coranică și nu joacă niciun rol în tradiția Islamică. Bathsheba a fost, conform Bibliei ebraice, soția lui Uriah, soldat în armata lui David, fiind menționat în cea de-a doua carte a lui Samuel, și care a fost ucis la ordinul regelui David, întrucât Bathsheba a rămas însărcinată cu regele, în urma unei relații avute cu acesta.

## Narațiune istorică în Islam

### RegeleSaulîși pregătește armata
Saul și-a pregătit armata pentru a lupta cu Filistenii. Cu toate acestea, mulți s-au îndoit de capacitatea armatei sale de a câștiga această luptă .Pentru aceasta, Dumnezeu i-a dat ințelepciune regelui, învățându-l cum să-și testeze ostașii, ca să vadă care-i sunt loiali si care nu .A oprit armata lânga o apă curgătoare și, asemenea regelui Gideon, predecesorul său, le-a spus soldaților că aceia care vor bea din apa aceea, nu vor putea merge mai departe la luptă .Chiar și în acel mic grup de soldați ce i-au rămas loiali lui Dumnezeu, au existat unii care au fost de-a dreptul ingroziți de mărimea uriașă a armatei Filistenilor, în special când l-au văzut pe comandantul lor, Goliat .Însă a existat un grup mic de luptători care, păstrându-și credința în Dumnezeu, au avut curaj să lupte cu Filistenii .Printre aceștia, s-a numărat și David.

### David îl învinge peGoliat
Referitor la celebra luptă cu Goliat, conform tradiției islamice, Goliat provoca orice soldat din armata regelui Saul la luptă corp la corp, dupa cum era obiceiul luptelor în acele vremuri. Soldaților le era frică, și nimeni nu a avut curajul să îl infrunte .Regele a oferit mâna fiicei sale celui care are curajul să se lupte cu Goliat, dar și cu această ofertă nimeni nu a îndrăznit să lupte cu uriașul. Apoi, spre surprinderea tuturor, un tânăr păși în față, lucru ce a stârnit hohote de râs din partea adversă, și chiar uimirea regelui Saul. Acel tânăr era David, din orașul Bethleem .Deși nu avea niciun fel de experiență în război, credința sa puternică în Dumnezeu l-a ridicat deasupra oricărui inamic,  și cu o singură lovitură de praștie, Goliat a căzut la pământ fără suflare . După această victorie, David a ajuns peste noapte un erou, iubit de toți, iar poporul lui Israel a dorit ca acesta să fie urmașul regelui Saul la tron. Cand David a ajuns la tron,  nu numai că a devenit rege al Israelului  dar a primit și darul profeției   
„„Și ei, cu îngăduința lui Dumnezeu, i-au înfrânt, iar David l-a ucis pe Goliat. 
Dumnezeu i-a dăruit lui David regatul și înțelepciunea și El l-a învățat ceea ce a voit...” ”—Sura 2 - Al-Baqara (Ayat 251).

### Armurile lui David
Credința islamică susține de asemenea că Dumnezeu l-a învățat pe David cum să facă armuri. În Coran se spune că fierul era moale pentru el, pentru ca David să creeze instrumente de protecție împotriva inamicilor. Însă regula era ca armele să fie create numai pentru apărare în război, spre exemplu lupta pentru libertate, și nu de a folosi arme pentru a genera violență. Dumnezeu spune în Coran  
„„I-am dăruit lui David un har de la Noi. O, voi munți și voi păsări, țineți-i isonul! 
Noi i-am înmuiat lui fierul. Fă din el platoșe și cumpănește la înzăurare !
Faceți lucrătura bună !Eu sunt Văzător a ceea ce faceți” ”—Sura 34 - Saba (Ayat 10 – 11).

### Preaslăvirea lui Dumnezeu
Dumnezeu i-a oferit lui David multe daruri, printre care regatul și darul profeției. Astfel, înțeleptul rege îl lăuda mereu pe Dumnezeu  
„Rabdă ceea ce spun și amintește-ți de robul Nostru, David, dăruit cu putere și plin de căință.”Noi am supus munții să preamărească laolaltă cu el, în amurg și la răsărit, precum și păsările strânse în jurul lui.
Toți se întorc la El” ”—Sura 38 - Sad (Ayat 17 – 19).

### Disputa din camera de rugăciune
David obișnuia să se retragă în camera rugăciunilor în diferite ore ale zilei, pentru a-și exprima devotamentul față de Dumnezeu. Într-o zi, doi bărbați au intrat peste el în cameră în timp ce se ruga,  reușind asta după ce au escaladat zidul palatului. David a fost speriat de apariția celor doi, însă ei s-au dovedit a fi doi frați care aveau o dispută pe care sperau ca regele să le-o rezolve. Unul dintre ei, mai trist, i-a spus regelui că el avea o singură oaie, în timp ce fratele său avea 99. A început să-i spuna regelui David despre cât de lacom era fratele lui, care voia până și singura oaie a lui. Situația i-a părut ciudată lui David, care s-a întrebat in sinea sa de ce ar fi riscat fratele cel acuzat să escaladeze gardul regelui, ca acum sa nu aibă niciun argument. Cu toate acestea, el i-a luat deoparte pe cei doi bărbați și a inceput să le vorbească despre minciună și furt, despre ce înseamnă să te mulțumești cu ce ai și să nu invidiezi pe altul. Deși David, în mintea sa, a crezut că face un lucru bun, a realizat că întreaga viziune nu era decât un test, pentru ca Dumnezeu să-i vadă înțelepciunea. Cei doi bărbați erau îngeri trimiși de Dumnezeu, iar David a greșit neascultând ambele părți . 
„„Și au intrat peste David care s-a speriat de ei. 
Ei i-au spus : Nu te teme ! Noi suntem potrivnici, unul l-a nedreptățit pe celalalt. Judecă-ne întru adevar. 
Nu fi părtinitor! Călăuzește-ne pe Calea cea Dreaptă!” ”—Sura 38 – Sad (Ayat 22) 
„„David spuse : El te-a nedreptățit cerându-ți oaia ta pe lângă oile sale.
Mulți dintre cei care se amestecă se nedreptățesc unii pe alții, afară de cei care cred și săvârșesc fapte bune, însă aceștia sunt puțini. 
David a ințeles că Noi l-am pus la încercare. 
El I-a cerut iertare Domnului său și căzând în genunchi se căi.” ”—Sura 38 – Sad (Ayat 24)

## Cartea lui David
Zabur este Cartea Sfântă pe care Dumnezeu i-a dat-o lui David, la fel cum Moise a primit Tora, Isus a primit Biblia, iar Muhammad Coranul. În Biblia ebraică, Zabur este cunoscută sub denumirea de Psalm. Însă ca și alte Cărți din trecut, conținutul Zabur pare a fi modificat cu trecerea timpului, unele versete originale dispărând. Cu toate acestea, musulmanii acordă un imens respect Psalmilor,  întrucât se consideră a fi o inspirație pentru cartea sfântă. Coranul spune :  
„„Domnul tău îi cunoaște prea bine pe cei din ceruri și de pe pământ. 
Noi i-am ales pe unii profeți înaintea altora și Noi i-am dăruit lui David Psalmii.” ”—Sura 17 - Al-Isra (Calatoria in noapte Ayat 55).

## Importanța lui David în Islam
David este unul dintre puținii profeți islamici care au primit și un regat. Cu toate acestea, el a primit o sarcină extrem de importantă, trebuind să se asigure că poporul său respecta normele spirituale, dar și că țara în sine era una puternica. Rolul său, atât de rege cât și de profet, este recunoscut în unanimitate de către toți musulmanii. David este menționat adesea alături de alți profeți, pentru a arata cât de măreț a fost  
„„Noi i-am dăruit pe Isaac si Iacob – pe care Noi i-am călăuzit precum odinioară l-am călăuzit pe Noe și pe cei din seminția sa : 
David, Solomon, Iov, Iosiv, Moise, Aaron,  căci așa îi răsplătim pe făptuitorii de bine”  ”—Sura 6 - Al-An’am (Vitele - Ayat 84) .